# Proton VPN
Proton VPN là một dịch vụ VPN được công ty Thụy Sĩ Proton AG, công ty đứng sau dịch vụ email Proton Mail, phát triển. Proton VPN và Proton Mail đều được vận hành từ trụ sở tại Geneva, Thụy Sĩ.

## Tính năng
Tính đến ngày 25 tháng 7 năm 2024, Proton VPN có tất cả khoảng 6.340 máy chủ tại 100 quốc gia khác nhau. Tất cả các máy chủ được Proton VPN sở hữu và vận hành thông qua mạng của công ty. Proton VPN có thể được cài đặt cho Windows, macOS, Android, iOS, Linux và ChromeOS, cũng như có sẵn công cụ giao diện dòng lệnh có thể được triển khai bằng giao thức IPSEC cho Linux. Proton VPN cũng có thể được cài đặt trên bộ định tuyến không dây.
Proton VPN sử dụng giao thức OpenVPN (UDP/TCP), IKEv2 và WireGuard, với mã hóa AES-256.
Vào tháng 1 năm 2020, Proton VPN đã phát hành mã nguồn của mình trên tất cả các nền tảng.